# Gerhardus Hendrikus Plechelmus Bloemen

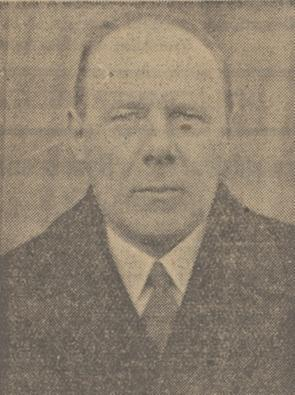
G.H.P. Bloemen (ca. 1935)

Gerhardus Hendrikus Plechelmus Bloemen (Oldenzaal, 7 december 1884 – Tubbergen, 25 augustus 1971) was een Nederlands politicus van de RKSP. 
Hij werd geboren als zoon van Gerhardus Plechelmus Bloemen (1850-1929) en Ernestine Baurichter (1854-1939). Na de hbs ging hij medicijnen studeren aan de Rijksuniversiteit Utrecht maar anderhalf jaar later gaf hij die studie op. Hij was daarna meer dan een jaar volontair bij een sigarenfabriek en begon vervolgens in 1909 in Oldenzaal een eigen sigarenfabriek waar hij tot 1919 leiding aan gaf. Daarnaast was hij actief in de politiek. Zo was hij in Oldenzaal gemeenteraadslid en ook nog enige tijd wethouder en werd hij in 1915 lid van de Provinciale Staten van Overijssel. Vanaf 1919 was Bloemen lid van het College van Gedeputeerde Staten. In 1935 volgde zijn benoeming tot burgemeester van Oldenzaal. Hij werd in 1941 ontslagen en zat enkele maanden opgesloten in Kamp Amersfoort. Na de bevrijding in 1945 keerde hij terug in zijn oude functie. Hij zou burgemeester blijven tot zijn pensionering in januari 1950. Bloemen overleed in 1971 op 86-jarige leeftijd. 
Zijn kleindochter Liesbeth Bloemen was eveneens burgemeester. 